# Sophron
Sophron is een kevergeslacht uit de familie van de boktorren (Cerambycidae). De wetenschappelijke naam van het geslacht werd voor het eerst geldig gepubliceerd in 1842 door Newman.

## Soorten
Sophron is monotypisch en omvat slechts de volgende soort:
- Sophron inornatum Newman, 1842